# 罗伯特·奥伦·巴特勒
罗伯特·奥伦·巴特勒 （英語：Robert Olen Butler，1945年1月20日— ），出生於伊利諾伊州格拉尼特市的美国小说家。先后在西北大学戏剧系和艾奥瓦大学编剧系获学士及硕士学位。1969年毕业后参加越南战争，在情报和翻译部门任职，这段经历对其今后的创作产生了重要影响。1987年获美国越战退伍军人协会言论自由奖。巴特勒后定居佛罗里达州卡普斯小镇。并在佛罗里达州立大学讲授创意写作。
巴特勒出版的第一部小说《伊甸园后街》（1981）讲述一个不愿随军撤退的美军士兵的故事，流露出对越南传统的赞赏。小说集《奇山飘香》（1992）包括17个短篇，讲述了一群越南人移居美国南方后的故事，主人公来自越南各个阶层，表现了文化的冲突和战争留下的创伤。该书为作者赢得了普利策小说奖。他的其他作品还有《小报之梦》（1996）、《过去的好时光：美国明信片上的故事》（2004）、《身首异处》（2006）等。巴特勒认为是越南促成了他对人性的重新发现。